# Parc Nacional de Kundelungu
El Parc Nacional de Kundelungu (en francès: Parc national de Kundelungu) és un espai protegit de Katanga, a la República Democràtica del Congo. Constituït des de l'època colonial, va rebre l'estatus de parc nacional per la Llei Nº 70-317 del 30 de novembre de 1970 i Nº 75-097 de l'1 de març de 1975.
Amb una superfície de 7.600 quilòmetres quadrats, el parc compta amb una sèrie d'altiplans i turons de llençols escalonats entre 1.200 i 1.700 metres. Deu la seva fama a les Cascades Lofoi, un afluent del riu Lufira. Aquestes caigudes són, en realitat, les més altes d'Àfrica i una de les més importants del món, amb 384 m d'alçada i un flux constant d'aigua de 347 m.